# Real Shit
Real Shit è un singolo del rapper statunitense Juice Wrld con il featuring del produttore discografico Benny Blanco, pubblicato il 2 dicembre 2020.

## Tracce
1. Real Shit – 3:03